# Guido Signorelli
Guido Signorelli (Savona, 1920 – Operazione Husky, 10 luglio 1943) è stato un militare italiano, decorato con la medaglia d'oro al valor militare alla memoria nel corso della seconda guerra mondiale.

## Biografia
Nacque a Savona nel 1920, figlio di Luigi e Assunta Pizzichetti. Iscritto al quinto anno della facoltà di ingegneria dell'Università di Roma, si arruolò volontario nel Regio Esercito iniziando a frequentare la Scuola allievi ufficiali di complemento di Lucca e nel dicembre 1940 ottenne la nomina a sottotenente nel 26º Reggimento artiglieria "Rubicone" della 17ª Divisione fanteria "Pavia". Trattenuto in servizio attivo e mobilitato nell'ottobre 1941, fu trasferito nell'aprile dell'anno successivo in Sicilia presso il CXXVI Gruppo da 75/27 della 54ª Divisione fanteria "Napoli". Assegnato alla 1ª Batteria, assunse il comando della seconda sezione. Cadde in combattimento al bivio Canicattini Bagni-Floridia il 10 luglio 1943, e fu decorato con la medaglia d'oro al valor militare  alla memoria. Dopo la sua morte, venne promosso tenente con anzianità 30 dicembre 1942.

### Fonti
1. ↑  Gruppo Medaglie d'Oro al Valore Militare 1965, p. 254.
2. 1 2 3 4 5 6  Combattenti Liberazione.
3. ↑   Medaglia d'oro al valor militare Signorelli, Guido, su quirinale.it, Quirinale. URL consultato l'11 febbraio 2023.
4. ↑  Registrato alla Corte dei conti lì 12 gennaio 1949,  Esercito registro n. 1, foglio 330.